# Marcianise
Marcianise is een gemeente in de Italiaanse provincie Caserta (regio Campanië) en telt 40.139 inwoners (31-12-2004). De oppervlakte bedraagt 30,8 km², de bevolkingsdichtheid is 1329 inwoners per km².
De volgende frazioni maken deel uit van de gemeente: Cantone.

## Demografie
Marcianise telt ongeveer 13003 huishoudens. Het aantal inwoners steeg in de periode 1991-2001 met 11,0% volgens cijfers uit de tienjaarlijkse volkstellingen van ISTAT.
| Jaar | Inwoneraantal |
| ---- | ------------- |
| 1991 | 35.929        |
| 2001 | 39.876        |

## Geografie
Marcianise grenst aan de volgende gemeenten: Caivano, Capodrise, Orta di Atella, Recale, San Marco Evangelista, San Nicola la Strada.